# Pavao Pavličić
Pour les articles homonymes, voir Pavličić.
Pavao Pavličić, né le 16 août 1946 à Vukovar, est un écrivain croate, également essayiste, traducteur et professeur de littérature comparée à l'université de Zagreb et spécialiste de la poésie baroque. 

## Biographie
Il a publié une quarantaine de livres : des travaux d’histoire et de théorie littéraire, ainsi que des romans policiers très populaires, des livres pour enfants et des recueils de nouvelles et d’essais. 
Krasopis (1987) a été traduit en français sous le titre Le Calligraphe, les six jours d’une étrange affaire, Ginkgo éditeur, 2008.